# Бирмингем (лунный кратер)
Кратер Бирмингем (лат. Birmingham) — крупный ударный кратер в северной приполярной области видимой стороны Луны. Название дано в честь ирландского астронома Джона Бирмингема (1816—1884) и утверждено Международным астрономическим союзом в 1935 г. Образование кратера относится к донектарскому периоду.

## Описание кратера
Ближайшими соседями кратера является кратер Эпиген на северо-востоке; кратер Бонд У. на востоке; кратер Тимей на востоке-юго-востоке и кратер Фонтенель на западе. На юге от кратера располагается Море Холода. Селенографические координаты центра кратера 65°07′ с. ш. 10°42′ з. д. / 65,12° с. ш. 10,7° з. д., диаметр 89,9 км, глубина 830 м.
За время своего существования кратер практически полностью разрушен. Остатки вала ромбовидной формы представляют собой невысокие изогнутые хребты окружающие заполненное лавой дно чаши кратера. Дно чаши кратера неровное, отмечено множеством мелких кратеров и пересечено рядом параллельных хребтов. В чаше кратера имеется небольшой центральный пик с возвышением около 300 м, объем кратера составляет приблизительно 8200 км³.
За счет расположения у северного лимба Луны кратер имеет искаженную форму при наблюдениях с Земли.

## Сателлитные кратеры
| Бирмингем | Координаты                                            | Диаметр, км |
| --------- | ----------------------------------------------------- | ----------- |
| B         | 63°31′ с. ш. 11°14′ з. д. / 63,52° с. ш. 11,24° з. д. | 7,3         |
| G         | 64°35′ с. ш. 10°14′ з. д. / 64,58° с. ш. 10,23° з. д. | 5,2         |
| H         | 64°28′ с. ш. 10°38′ з. д. / 64,46° с. ш. 10,64° з. д. | 6,5         |
| K         | 65°03′ с. ш. 13°10′ з. д. / 65,05° с. ш. 13,17° з. д. | 5,8         |